# Ventania (Paraná)
Ventania est une municipalité brésilienne située dans l'État du Paraná.